# Bahnhof Übersee
Der Bahnhof Übersee ist ein Durchgangsbahnhof in der oberbayerischen Gemeinde Übersee. Der Bahnhof befindet sich am Streckenkilometer 38,3 der Bahnstrecke Rosenheim–Salzburg. Er besitzt drei Bahnsteiggleise.

## Geschichte
Die Königlich Bayerischen Staatseisenbahnen eröffneten den Bahnhof Übersee am 7. Mai 1860 zusammen mit der Bahnstrecke Rosenheim–Traunstein, die am 1. August 1860 nach Salzburg verlängert wurde. Der Bahnhof verfügte über eine eigene Bahnmeisterei, die 1949 aufgegeben wurde. Die Nebenbahn von Übersee nach Marquartstein wurde am 10. August 1885 eingeweiht, der Bahnhof wurde zu einem Trennungsbahnhof.
Um 1900 erhielt die Auerbräu GmbH einen Werksanschluss. Dieses Anschlussgleis wurde in der Folgezeit mehrmals zu weiteren Firmen verlängert. Am 9. November 1962 wurde der Gleisanschluss stillgelegt. Für die Abwicklung des Güterverkehrs war in Übersee von vor dem Zweiten Weltkrieg bis 1961 eine Kleinlokomotive der Baureihe 323 beheimatet. Die Nebenbahn nach Marquartstein verlor am 25. Mai 1968 den Personenverkehr. Bis zum 1. Januar 1981 war der Bahnhof eine Dienststelle der Deutschen Bundesbahn, die verbliebenen Aufgaben wurden danach vom Bahnhof Rosenheim übernommen. Am 1. April 1992 wurde die Bahnstrecke Übersee–Marquartstein stillgelegt. Die Gemeinde Übersee kaufte das Empfangsgebäude Anfang 2010 und vermietet es seitdem weiter.

## Infrastruktur

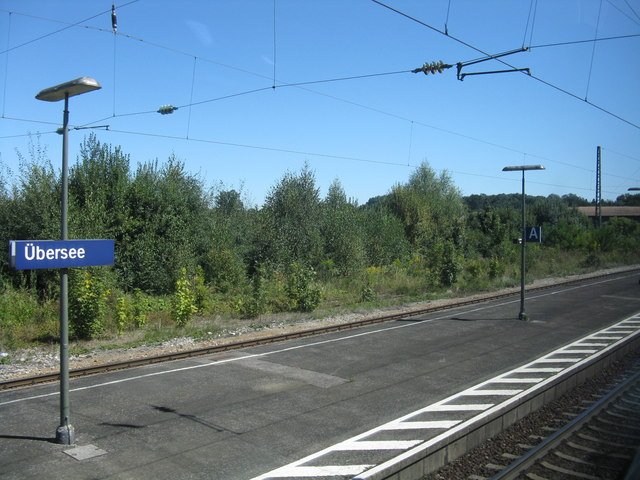
Mittelbahnsteig

### Stellwerke
Nach der Inbetriebnahme des Bahnhofs stellten Weichenwärter die Weichen vor Ort. Am 20. November 1890 wurde der Bahnhof Übersee zentralisiert, 1934 wurde ein mechanisches Stellwerk eingerichtet. Der Bahnhof erhielt 1980 ein Spurplanstellwerk der Bauart SpDrS60. Dieses steuerte bis Ende 1986 der Fahrdienstleiter in Übersee, danach übernahm der Traunsteiner Fahrdienstleiter.

### Gleisanlagen und Bahnsteige
Im Jahr 1877 waren drei Gleise vorhanden, davon lagen zwei an einem Bahnsteig. Des Weiteren gab es für den Güterverkehr ein Stumpfgleis, an dem sich die Ladestraße, die Laderampe und ein Güterschuppen befanden. Dem Empfangsgebäude entgegengesetzt war ein Wasserhaus auf der anderen Seite der Gleise errichtet. Im Jahr 1940 gab es fünf Gleise, wobei davon vier an Bahnsteigen lagen. Außerdem gab es mehrere Stumpfgleise, an denen lagen unter anderem der Kleinlokschuppen, der Güterschuppen und die Laderampe. Nachdem die Strecke nach Marquartstein stillgelegt wurde, ist das Gleis 1 nicht mehr befahrbar. Auch das Gleis 5 wurde später außer Betrieb genommen.
Der Bahnhof ist wegen zu niedriger Bahnsteige und fehlender Aufzugsanlagen nicht barrierefrei. Das Gleis 2 dient den Zügen in Richtung Salzburg, das Gleis 3 den Zügen in Richtung München. Das Gleis 4 wird planmäßig nicht mehr bedient. Beide Bahnsteige sind 402 Meter lang.

## Verkehr
An Werktagen bedienten 1914 drei Personenzugpaare, die die Bahnstrecke Rosenheim–Salzburg befuhren, den Bahnhof. Die Schnellzüge durchfuhren den Bahnhof ohne Halt. Nach Marquartstein wurden täglich sechs Züge angeboten. 1934 bedienten den Bahnhof Montag bis Freitag sechs Personenzugpaare der Strecke Rosenheim–Salzburg, in den Sommermonaten fuhren zwei zusätzliche Züge. Des Weiteren hielt ein Schnellzug, der von München nach Berchtesgaden fuhr. In den Sommermonaten gab es einen weiteren Schnellzug, alle anderen legten in Übersee keinen Halt ein. Nach Marquartstein fuhren werktags sieben Züge. 1988 wurde der Bahnhof in einem ungefähren Stundentakt von Nahverkehrs-, Eil- und Schnellzügen der Bahnstrecke Rosenheim–Salzburg bedient. Die Stückgutverladung am Bahnhof wurde am 27. Mai 1988 eingestellt.
Der Bahnhof wird seit 2013 im Stundentakt von Nahverkehrszügen der Bayerischen Oberlandbahn bedient, die von München nach Salzburg verkehren. Außerdem hält im Bahnhof täglich ein Fernverkehrszug, der Intercity Königssee.
| Linie                    | Streckenverlauf | Taktfrequenz |
| ------------------------ | --- | ------------ |
| IC 26                    | Königssee: Hamburg-Altona – Hamburg – Hannover – Göttingen – Kassel-Wilhelmshöhe – Fulda – Würzburg – Ansbach – Treuchtlingen – Donauwörth – Augsburg – München Ost – Rosenheim – Übersee – Freilassing – Berchtesgaden | ein Zugpaar  |
| RE 5                     | München – Rosenheim – Bad Endorf – Prien am Chiemsee – Übersee – Traunstein – Freilassing – Salzburg | Stundentakt  |
| Stand: 12. Dezember 2021 | |              |